# 최소 모형 (등각 장론)
이론물리학에서 최소 모형(最小模型, 영어: minimal model)은 중심 전하가 1 미만인 유리 2차원 등각 장론(rational conformal field theory, 일차장이 유한개인 등각 장론)이다.

## 비초대칭 최소 모형
유니터리 최소 모형은 하나의 정수
{\displaystyle k=0,1,2,\dots }
으로 정의된다. 이는
{\displaystyle {\frac {{\widehat {\mathfrak {su}}}(2)_{k}\times {\widehat {\mathfrak {su}}}(2)_{1}}{{\widehat {\mathfrak {su}}}(2)_{k+1}}}}
잉여류로 정의되며,:104 이 경우 중심 전하는
{\displaystyle c={\frac {3k}{k+2}}+1-{\frac {3(k+1)}{k+3}}=1-{\frac {6}{(k+2)(k+3)}}}
이 된다.
최소 모형은 다음과 같은 무게의 일차장들을 가진다.
{\displaystyle h=h_{r,s}(c)={\frac {((k+3)r-(k+2)s)^{2}-1}{4(k+2)(k+3)}}}
여기서
{\displaystyle r=1,2,3,\dots ,k+1}
{\displaystyle s=1,2,3,\dots r}
이다.
최소 모형은 여러 격자 모형의 임계 현상을 나타낸다. 처음 몇 개의 최소 모형은 다음과 같다. (1차장들의 목록에서, 진공 {\displaystyle h=0}은 생략하였다.)
| k | 중심 전하 c | 1차장 무게 h                                                                   | 설명                                                                       |
| - | ----------- | ------------------------------------------------------------------------------ | -------------------------------------------------------------------------- |
| 1 | 1/2         | 1/16, 1/2                                                                      | 임계 이징 모형. 여기서 일차장들은 각각 단위원, 스핀 밀도, 에너지 밀도이다. |
| 2 | 7/10        | 3/80, 1/10, 7/16, 3/5, 3/2                                                     | 삼중 임계(tricritical) 이징 모형                                           |
| 3 | 4/5         | 1/40, 1/15, 1/8, 2/5, 21/40, 2/3, 7/5, 13/8, 3                                 | 임계 3상태 포츠 모형                                                       |
| 4 | 6/7         | 1/56, 1/21, 5/56, 1/7, 3/8, 10/21, 33/56, 5/7, 4/3, 85/56, 12/7, 23/8, 22/7, 5 | 삼중임계(tricritical) 3상태 포츠 모형                                      |

## 𝒩=1 초등각 최소 모형
{\displaystyle {\mathcal {N}}=1} 초등각 장론의 유니터리 최소 모형들은 잉여류
{\displaystyle {\frac {{\widehat {\mathfrak {su}}}(2)_{k}\times {\widehat {\mathfrak {su}}}(2)_{2}}{{\widehat {\mathfrak {su}}}(2)_{k+2}}}\qquad (k=1,2,3,\dots )}
에 의하여 정의된다.:175 {\displaystyle {\widehat {\mathfrak {su}}}(2)_{k}}의 중심 전하는 {\displaystyle c=3k/(k+2)}이므로, {\displaystyle {\mathcal {N}}=1} 최소 모형의 중심 전하는 다음과 같다.:106:174–175
{\displaystyle c={\frac {3k}{k+2}}+{\frac {3}{2}}-{\frac {3(k+2)}{(k+4)}}={\frac {3}{2}}\left(1-{\frac {8}{(k+2)(k+4)}}\right)}
이들은 다음과 같은 무게의 1차장들을 갖는다.
{\displaystyle h_{r,s}={\frac {((k+4)r-(k+2)s)^{2}-4}{8(k+2)(k+4)}}+{\frac {1}{32}}(1-(-1)^{r-s})}
여기서 {\displaystyle r=1,2,\dots ,k+1}이며, {\displaystyle s}에 대한 조건은 다음과 같다.
- 느뵈-슈워츠(NS) 경계 조건에서는 {\displaystyle r-s}는 짝수이며, {\displaystyle 1\leq s\leq r}이다.
- 라몽(R) 경계 조건에서는 {\displaystyle r-s}는 홀수이며, 다음이 성립한다.

{\displaystyle 1\leq s\leq {\begin{cases}r-1&r\leq (k+1)/2\\r+1&r>(k+1)/2\end{cases}}}
이에 따라, 진공을 포함해 총 {\displaystyle \lfloor (k+2)^{2}/2\rfloor } 개의 초1차장이 존재하며, 그 가운데 절반은 느뵈-슈워츠 경계 조건에, 나머지 절반은 라몽 경계 조건에 속한다. 또한, 짝수 {\displaystyle k}의 경우 라몽 바닥 상태({\displaystyle h=c/24}인 상태)가 하나 존재한다.
처음 몇 개의 {\displaystyle {\mathcal {N}}=1} 최소 모형은 다음과 같다. NS 비라소로 1차장 가운데, 진공 ({\displaystyle h=0}) 및 {\displaystyle G_{-1/2}}를 가하여 얻을 수 있는 것들은 생략하였다.
| k | 중심 전하 c | NS 1차장                                  | R 1차장                                                  | 설명 |
| - | ----------- | ----------------------------------------- | -------------------------------------------------------- | --- |
| 1 | 7/10        | 1/10                                      | 7/16, 3/80                                               | 삼중 임계 이징 모형 ({\displaystyle k=2} 비초대칭 최소 모형)의 {\displaystyle \mathbb {Z} /2} 불변 부분:175                       |
| 2 | 1           | 1/16, 1/6, 1                              | 3/8, 1/24, 9/16, 1/16                                    | 반지름이 {\displaystyle {\sqrt {3}}}인 원 위의 시그마 모형. {\displaystyle k=1} {\displaystyle {\mathcal {N}}=2} 최소 모형과 같음 |
| 3 | 81/70       | 3/70, 9/10, 3/70, 8/7, 3/14               | 27/80, 269/560, 29/560, 31/16, 73/112, 9/112             | |
| 4 | 5/4         | 1/32, 1/12, 5/32, 1/4, 5/6, 33/32, 5/4, 3 | 5/96, 1/16, 3/32, 5/16, 41/96, 9/16, 23/32, 29/16, 67/32 | |

## 𝒩=2 초등각 최소 모형
{\displaystyle {\mathcal {N}}=2} 초등각 장론의 경우, 유니터리 최소 모형들은 다음과 같다.:178–179
{\displaystyle c={\frac {3k}{k+2}}\qquad (k=1,2,3,\dots )}
이들은
{\displaystyle {\frac {{\widehat {\mathfrak {su}}}(2)_{k}\times {\widehat {\mathfrak {u}}}(1)_{2}}{{\widehat {\mathfrak {u}}}(1)_{k+2}}}}
잉여류로 정의할 수 있다.:188 이 경우 {\displaystyle {\widehat {\mathfrak {su}}}(2)_{k}}의 중심 전하는 {\displaystyle c=3k/(k+2)}이며 {\displaystyle {\widehat {\mathfrak {u}}}(1)_{k}}의 중심 전하가 {\displaystyle c=1}이므로, 올바른 중심 전하를 얻는다.

### 장들의 목록
{\displaystyle {\mathcal {N}}=2} 최소 모형에 포함되는 비라소로 1차장들은 세 개의 수 {\displaystyle (l,k,s)}로 정해지며,
여기서
{\displaystyle l=0,1,2,\dots ,k}
{\displaystyle m\in \mathbb {Z} /(2k+4)}
{\displaystyle s\in \mathbb {Z} /4}
{\displaystyle l+m+s\equiv 0{\pmod {2}}}
이며,
{\displaystyle (l,m,s)\sim (k-l,m+k+2,s+2)}
이면 같은 등각장을 나타낸다. {\displaystyle s}가 짝수인 경우는 느뵈-슈워츠 (NS) 경계 조건에, 홀수인 경우는 라몽 (R) 경계 조건에 속한다. 만약
{\displaystyle |m-s|\leq l}
이라면, 이에 대응하는 R대칭 전하 {\displaystyle q} 및 등각 무게 {\displaystyle h}는 다음과 같다.
{\displaystyle q=-{\frac {m}{k+2}}+{\frac {s}{2}}}
{\displaystyle h={\frac {l(l+2)-m^{2}}{4(k+2)}}+{\frac {s^{2}}{8}}}
스펙트럼 흐름에 따라, 장들은 다음과 같이 변환한다.
{\displaystyle (l,m,s)\mapsto (l,m-2\eta ,s-2\eta )}
이에 따라
{\displaystyle h_{l,m,s}\mapsto h_{l,m,s}-\eta q+\eta ^{2}c/6}
{\displaystyle q_{l,m,s}\mapsto q_{l,m,s}-c\eta /3}
이 된다.

### NS 장
NS 경계 조건의 초1차장들은
{\displaystyle 0\leq l\leq k}
{\displaystyle -l\leq m\leq l}
{\displaystyle s=0}
에 대응하며, 총 {\displaystyle (k+1)(k+2)/2}개가 있다.
{\displaystyle {\mathcal {N}}=2} 최소 모형의 장 가운데, 손지기장(영어: chiral field, {\displaystyle h=q/2}인 장)은 {\displaystyle l=-m}, {\displaystyle s=0}인 것들이며, 반손지기장(영어: antichiral field, {\displaystyle h=-q/2}인 장)은 {\displaystyle l=m}, {\displaystyle s=0}인 것들이다. 이들은 (진공을 제외하고) 각각 {\displaystyle k}개가 있다. 라몽 바닥 상태({\displaystyle h=c/24}인 장)는 {\displaystyle (m,s)=(\pm (l+1),\pm 1)}인 것들이며, 이 경우 {\displaystyle q=\pm (k-l)/2(k+2)}이다. 이들은 총 {\displaystyle k+1}개가 있으며, 이들은 진공을 포함한 손지기장과 대응한다.
손지기장들의 경우, {\displaystyle G_{-1/2}^{+}} 코호몰로지를 취하여 환으로 만들 수 있다. 이 손지기환은 다항식환의 몫환
{\displaystyle H^{\bullet }({\mathcal {H}}_{k},G_{-1/2}^{+})\cong \mathbb {C} [x]/(x^{k+1})}
이다. 여기서 {\displaystyle x^{l}}은 {\displaystyle (l,m,s)=(l,-l,0)}에 대응한다.

### R 장
R 경계 조건의 초1차장들은
{\displaystyle 0\leq l\leq k}
{\displaystyle m\in [-l+1,l-1]\cup \{l+1\}}
{\displaystyle s=1}
에 대응하며, 이 가운데 {\displaystyle m=l+1}인 경우는 라몽 바닥 상태이다. NS장과 마찬가지로 총 {\displaystyle (k+1)(k+2)/2}개의 라몽 초1차장이 존재하며, 이 가운데 {\displaystyle k+1}개는 라몽 바닥 상태, {\displaystyle k(k+1)/2}개는 바닥 상태가 아닌 다른 라몽 초1차장이다.

### 예
처음 몇 개의 {\displaystyle {\mathcal {N}}=2} 최소 모형들은 다음과 같다. NS 1차장 가운데, 진공 및 수록된 것들에 {\displaystyle G_{-1/2}^{\pm }} 또는 {\displaystyle G_{-1/2}^{+}G_{1/2}^{-}}를 가하여 얻을 수 있는 것은 생략하였다.
| k | 중심 전하 c | 진공을 제외한 (반)손지기장의 전하 q | 기타 NS 장 {\displaystyle (h,q)}                          | R 바닥 상태 q | 기타 R 장 {\displaystyle (h,q)}                                                    | 설명 |
| - | ----------- | ----------------------------------- | --------------------------------------------------------- | ------------- | ---------------------------------------------------------------------------------- | --- |
| 1 | 1           | ±⅓                                  | (없음)                                                    | ±⅙            | (⅜,±½)                                                                             | 반지름이 {\displaystyle {\sqrt {3}}}인 원 위의 시그마 모형. {\displaystyle k=2} {\displaystyle {\mathcal {N}}=1} 최소 모형과 같음 |
| 2 | 3/2         | ±¼, ±½                              | (½,0)                                                     | 0, ±¼         | (5/16,±½), (9/16,±¼), (9/16,±¾)                                                    | |
| 3 | 9/5         | ±⅕, ±⅖, ±⅗                          | (⅖,0), (7/10,±⅕)                                          | ±1/10, ±3/10  | (11/40,±½), (19/40,±3/10), (19/40,±7/10), (27/40,±1/10), (27/40,±9/10), (7/8,±1/2) | |
| 4 | 2           | ±⅙, ±⅓, ±½, ±⅔                      | (⅓,0), (7/12,±⅙), (⅔,±⅔), (¾,±½), (⅚,±⅓), (1,0), (4/3,±⅔) | 0, ±⅙, ±⅓     | (생략)                                                                             | |

## 예

### c=½ 최소 모형
{\displaystyle c=1/2} 최소 모형은 다음과 같이 두 가지로 정의할 수 있다. 하나는 이징 모형의 임계점이며, 다른 하나는 자유 마요라나-바일 페르미온 이론이다.

#### 이징 모형 표현
(외부 자기장이 없는) 2차원 이징 모형은 {\displaystyle \mathbb {Z} /2} 대칭을 가지며, 낮은 온도에서는 모든 스핀이 위 또는 아래로 정렬돼 있는 상을 보이지만 높은 온도에서는 무질서 상을 보인다. 이 두 상 사이에는 2차 상전이가 존재하며, 이 임계 온도에서 이징 모형은 {\displaystyle c=1/2} 최소 모형으로 나타내어진다.
2차원 이징 모형에서, 각 스핀이 {\displaystyle \sigma _{i,j}=\pm 1}이라고 하자. 그렇다면 평균 스핀 장{\displaystyle \langle \sigma \rangle }을 생각할 수 있다. 그 2점 함수는
{\displaystyle \langle \sigma _{\alpha }\sigma _{\beta }\rangle \sim d(\alpha ,\beta )^{-\eta }}
의 꼴을 갖는다. 여기서 {\displaystyle d(\alpha ,\beta )}는 두 점 사이의 거리이다. 또한, 평균 에너지 장
{\displaystyle \epsilon _{\alpha }=\sum _{(\alpha ,\beta )}\sigma _{\alpha }\sigma _{\beta }}
를 생각하자. 여기서 {\displaystyle \sum _{(\alpha ,\beta )}}는 {\displaystyle \alpha }와 근접한 모든 {\displaystyle \beta }에 대한 합이다. 그렇다면 2점 함수
{\displaystyle \langle \epsilon _{\alpha }\epsilon _{\beta }\rangle \sim d(\alpha ,\beta )^{2/\nu -2}}
를 정의할 수 있다. 이 경우, 임계 지수 {\displaystyle \alpha }와 {\displaystyle \nu }는 {\displaystyle c=1/2} 최소 모형에 포함된, 진공이 아닌 나머지 두 장의 등각 무게를 정의한다. 즉, 평균 스핀 장은 무게가 {\displaystyle (h,{\bar {h}})=(1/2,1/2)}인 스칼라장에, 평균 에너지 장은 {\displaystyle (h,{\bar {h}})=(1/16,1/16)}인 스칼라장에 대응한다.

#### 자유 페르미온
2차원 마요라나-바일 스피너장 {\displaystyle \psi (z,{\bar {z}})}는 하나의 반가환수 성분을 갖는다. 이 장은 운동 방정식에 따라서
{\displaystyle \psi (z,{\bar {z}})=\psi (z)+{\bar {\psi }}({\bar {z}})}
와 같은 꼴로, 정칙 성분과 반정칙 성분의 합으로 분해된다. 이 경우, {\displaystyle \psi (z)}는 무게가 {\displaystyle (h,{\bar {h}})=(1/2,0)}인 장이며, {\displaystyle {\bar {\psi }}({\bar {z}})}는 무게가 {\displaystyle (0,1/2)}인 장이다.
스피너장의 경우, 느뵈-슈워츠(NS) 경계 조건과 라몽(R) 경계 조건을 줄 수 있다. 이 두 경계 조건 사이를 전환하는 연산자가 존재하며, 뒤틀림장(영어: twist field)이라고 한다.:§6.2 정칙 성분의 뒤틀림장은 {\displaystyle (h,{\bar {h}})=(1/16,0)}, 반정칙 성분의 뒤틀림장은 {\displaystyle (h,{\bar {h}})=(0,1/16)}이다.
정칙 자유 페르미온의 이론은 {\displaystyle c=1/2} 정칙 최소 모형을 이룬다. 비정칙 자유 페르미온의 이론에서, 보손장들만으로 구성된 부분 이론을 취하면 이는 임계 이징 모형과 같게 된다. 즉, 이 경우 {\displaystyle \psi (z){\bar {\psi }}({\bar {z}})}는 무게 {\displaystyle (h,{\bar {h}})=(1/2,1/2)}인 스칼라장이 되며, 뒤틀림장도 마찬가지다. 이는 보손화의 기초적인 예이다.

### c=7/10 최소 모형
{\displaystyle c=7/10} 최소 모형은 삼중 임계 이징 모형(영어: tricritical Ising model)의 임계점 근처 현상을 나타낸다. 삼중 임계 이징 모형에서 각 스핀은 {\displaystyle \sigma \in \{-1,0,+1\}}의 값을 가지며, 이 경우 해밀토니언은
{\displaystyle H=K\sum _{\langle ij\rangle }\sigma _{i}\sigma _{j}-\Delta \sum _{i}\sigma _{i}^{2}}
이다. 이 이론에서는 온도 {\displaystyle T} 및 (입자수 {\displaystyle \sum _{i}\sigma _{i}^{2}}에 대응하는) 퓨가시티 {\displaystyle z=\exp(-\mu )}를 조절할 수 있다. 만약 퓨가시티가 {\displaystyle z\to 0}이라면, 이는 이징 모형과 같으며, 일정한 온도 {\displaystyle T=T_{0}(z=0)}에서 2차 상전이가 존재한다. 반대로, {\displaystyle T=0}이며 {\displaystyle z>0}인 경우 어떤 {\displaystyle z=z_{0}}에서 1차 상전이가 존재한다. ({\displaystyle z\to 0}이라면 두 개의 독립된 바닥 상태가 존재하지만, {\displaystyle z\to \infty }라면 입자수 밀도가 0으로 가 하나의 바닥 상태가 존재하기 때문이다.) 따라서, {\displaystyle T}와 {\displaystyle z}를 둘 다 조절한다면, 1차 상전이가 2차 상전이로 바뀌는 시점이 존재한다. 이를 삼중 임계 이징 모형의 삼중점(영어: tricritical point)이라고 하며, 삼중점에서의 임계 현상은 {\displaystyle c=7/10} 최소 모형으로 나타내어진다.
이 경우, 각 등각 1차장들은 다음과 같이 대응한다.
| 무게 {\displaystyle (h,{\bar {h}})} | 설명                                                    |
| ----------------------------------- | ------------------------------------------------------- |
| (0,0)                               | 진공                                                    |
| (3/80,3/80)                         | 평균 스핀 (자기화) {\displaystyle \sigma }              |
| (7/16,7/16)                         | 자기화 준밀도(영어: subleading magnetization density)   |
| (1/10,1/10)                         | 에너지 밀도                                             |
| (3/5,3/5)                           | 양공 밀도(영어: vacancy) = 에너지 밀도의 초대칭짝       |
| (3/2,3/2)                           | 에너지 준밀도(영어: subleading energy density) = 초전류 |

### c=1 초대칭 최소 모형
{\displaystyle c=1} {\displaystyle {\mathcal {N}}=2} 초대칭 최소 모형은 반지름이 {\displaystyle {\sqrt {3}}}인 원 위의 시그마 모형으로 나타낼 수 있다. 이 경우, 주기 경계 조건과 호환되는 스칼라장 {\displaystyle \phi }의 지수들은 다음과 같다.
{\displaystyle O_{n,{\bar {n}}}=\exp(i(n\psi (z)+{\bar {n}}{\bar {\psi }}({\bar {z}}))/{\sqrt {12}})\qquad (n,{\bar {n}}\in \mathbb {Z} ;\;n-{\bar {n}}\equiv 0{\pmod {6}})}
{\displaystyle \left(h(O_{n,{\bar {n}}}),{\bar {h}}(O_{n,{\bar {n}}})\right)=(n^{2}/24,{\bar {n}}^{2}/24)}
{\displaystyle \left(q(O_{n,{\bar {n}}}),{\bar {q}}(O_{n,{\bar {n}}})\right)=(n/6,-{\bar {n}}/6)}
이 경우, {\displaystyle n}과 {\displaystyle {\bar {n}}}이 짝수라면 느뵈-슈워츠 경계 조건, 홀수라면 라몽 경계 조건에 해당한다.
이 이론에서 {\displaystyle {\mathcal {N}}=2} 초등각 대수의 표현은 다음과 같다.
{\displaystyle Q^{\pm }(z)=O_{\pm 6,0}(z)}
{\displaystyle {\bar {Q}}^{\pm }({\bar {z}})=O_{0,\mp 6}({\bar {z}})}
{\displaystyle J(z)=i\partial \phi (z)/{\sqrt {3}}}
{\displaystyle {\bar {J}}({\bar {z}})=-i{\bar {\partial }}{\bar {\phi }}({\bar {z}})/{\sqrt {3}}}
이 경우, NS 및 R 장들은 다음과 같이 대응된다. 아래 표에서 항상 {\displaystyle h={\bar {h}}}, {\displaystyle q={\bar {q}}}이다.
| {\displaystyle (h,q)}                         | {\displaystyle (n,{\bar {n}})} |
| --------------------------------------------- | ------------------------------ |
| NS (반)손지기장 {\displaystyle (1/6,\pm 1/3)} | {\displaystyle (\pm 2,\pm 2)}  |
| 라몽 바닥 상태 {\displaystyle (1/24,\pm 1/6)} | {\displaystyle (\pm 1,\pm 1)}  |
| 라몽 상태 {\displaystyle (3/8,\pm 1/2)}       | {\displaystyle (\pm 3,\pm 3)}  |

이 밖의 다른 상태들은 위 상태들에 {\displaystyle G_{-1/2}^{\pm }}를 가하여 얻어진다. 예를 들어, {\displaystyle (n,{\bar {n}})=(4,4)}는 {\displaystyle (n,{\bar {n}})=(-2,-2)}에 {\displaystyle G_{-1/2}^{+}{\bar {G}}_{-1/2}^{+}}를 가하여 얻는다.
이 모형에, {\displaystyle \phi \sim -\phi }와 같은 오비폴드를 취하자. 그렇다면 R대칭 전하가 부호만 다른 장들이 서로 같은 장이 되고, 또 오비폴드로 인하여 뒤틀린 장들이 추가된다. 이렇게 하면, {\displaystyle c=1} {\displaystyle {\mathcal {N}}=1} 초대칭 최소 모형을 얻는다.